# العوارض (إب)

تعديل مصدري - تعديل

العوارض محلة تابعة لقرية عقد، التابعة لعزلة جبل معود بمديرية إب إحدى مديريات محافظة إب في الجمهورية اليمنية.، بلغ تعداد سكانها 226 حسب تعداد اليمن لعام 2004.